# Melanthia catenaria
Melanthia catenaria är en fjärilsart som beskrevs av Moore 1971. Melanthia catenaria ingår i släktet Melanthia och familjen mätare. Inga underarter finns listade i Catalogue of Life.